# Olympische Sommerspiele 2012/Gewichtheben – Leichtgewicht (Frauen)
Das Gewichtheben der Frauen in der Klasse bis 58 kg (Leichtgewicht) bei den Olympischen Spielen 2012 in London fand am 30. Juli 2012 im ExCeL Exhibition Centre statt. Es traten 19 Sportlerinnen aus 17 Ländern an.
Der Wettbewerb bestand aus zwei Teilen: Reißen (Snatch) und Stoßen (Clean and Jerk). Die Teilnehmerinnen traten in zwei Gruppen zuerst im Reißen an, bei dem sie drei Versuche hatten. Wer ohne gültigen Versuch blieb, schied aus. Im Stoßen hatte wieder jede Starterin drei Versuche. Die Sportlerin mit dem höchsten zusammenaddierten Gewicht gewann. Im Falle eines Gleichstandes gab das geringere Körpergewicht den Ausschlag.

## Titelträgerinnen
| Weltmeisterin   | Reißen    | Li Xueying           | 103 kg | WM 2011 in Paris |
| Weltmeisterin   | Stoßen    | Anastassija Nowikawa | 136 kg | WM 2011 in Paris |
| Weltmeisterin   | Zweikampf | Anastassija Nowikawa | 237 kg | WM 2011 in Paris |
| Olympiasiegerin | Zweikampf | Chen Yanqing         | 244 kg | Peking 2008      |

## Bestehende Rekorde
| Weltrekord    | Reißen    | Chen Yanqing | 111 kg | Doha, Katar         | 3. Dezember 2006 |
| Weltrekord    | Stoßen    | Qiu Hongmei  | 141 kg | Tai’an, China       | 23. April 2007   |
| Weltrekord    | Zweikampf | Chen Yanqing | 251 kg | Doha, Katar         | 3. Dezember 2006 |
| Olympiarekord | Reißen    | Chen Yanqing | 107 kg | Athen, Griechenland | 16. August 2004  |
| Olympiarekord | Stoßen    | Chen Yanqing | 138 kg | Peking, China       | 11. August 2008  |
| Olympiarekord | Zweikampf | Chen Yanqing | 244 kg | Peking, China       | 11. August 2008  |

## Zeitplan
- Gruppe B: 30. Juli 2012, 12:30 Uhr
- Gruppe A: 30. Juli 2012, 15:30 Uhr

## Endergebnis
| Platz | Athletin             | Land              | Gruppe | Körper- gewicht | Reißen (kg) | Reißen (kg) | Reißen (kg) | Reißen (kg) | Stoßen (kg) | Stoßen (kg) | Stoßen (kg) | Stoßen (kg) | Gesamt |
| Platz | Athletin             | Land              | Gruppe | Körper- gewicht | 1           | 2           | 3           | Ergebnis    | 1           | 2           | 3           | Ergebnis    | Gesamt |
| ----- | -------------------- | ----------------- | ------ | --------------- | ----------- | ----------- | ----------- | ----------- | ----------- | ----------- | ----------- | ----------- | ------ |
| 1     | Li Xueying           | China             | A      | 57,98           | 105         | 105         | 108         | 108         | 133         | 138         | 144         | 138         | 246    |
| 2     | Pimsiri Sirikaew     | Thailand          | A      | 57,76           | 100         | 103         | 103         | 100         | 131         | 136         | 140         | 136         | 236    |
| 3     | Rattikan Gulnoi      | Thailand          | A      | 57,71           | 098         | 100         | 100         | 100         | 130         | 134         | 136         | 134         | 234    |
| 4     | Jong Chun-mi         | Nordkorea         | A      | 57,63           | 101         | 103         | 103         | 101         | 130         | 134         | 134         | 130         | 231    |
| 5     | Anastassija Nowikawa | Belarus           | A      | 57,94           | 103         | 106         | 108         | 103         | 127         | 127         | 133         | 127         | 230    |
| 6     | Kuo Hsing-chun       | Chinesisch Taipeh | A      | 56,95           | 099         | 101         | 102         | 099         | 129         | 133         | 133         | 129         | 228    |
| 7     | Alexandra Escobar    | Ecuador           | B      | 57,48           | 100         | 100         | 103         | 103         | 123         | 127         | 127         | 123         | 226    |
| 8     | Jackelina Heredia    | Kolumbien         | A      | 57,86           | 098         | 100         | 101         | 100         | 125         | 125         | 125         | 125         | 225    |
| 9     | Romela Begaj         | Albanien          | A      | 57,94           | 101         | 105         | 105         | 101         | 115         | 121         | 121         | 115         | 216    |
| 10    | Zoe Smith            | Großbritannien    | B      | 57,97           | 090         | 093         | 093         | 090         | 116         | 121         | 121         | 121         | 211    |
| 11    | Christin Ulrich      | Deutschland       | B      | 57,40           | 088         | 091         | 093         | 093         | 110         | 114         | 116         | 114         | 207    |
| 12    | Yang Eun-hye         | Südkorea          | B      | 57,93           | 083         | 087         | 087         | 087         | 108         | 113         | 116         | 113         | 200    |
| 13    | Bediha Tunadağı      | Türkei            | B      | 57,34           | 084         | 087         | 087         | 087         | 103         | 107         | 107         | 107         | 194    |
| 14    | Annie Moniqui        | Kanada            | B      | 57,91           | 085         | 085         | 088         | 085         | 105         | 105         | 105         | 105         | 190    |
| 15    | Jenly Tegu Wini      | Salomonen         | B      | 57,43           | 065         | 069         | 069         | 065         | 090         | 093         | 095         | 095         | 160    |
| —     | Hidilyn Diaz         | Philippinen       | B      | 57,70           | 092         | 097         | 97          | 097         | 118         | 118         | 118         | —           | DNF    |
| —     | Lina Rivas           | Kolumbien         | A      | 57,73           | 100         | 103         | 103         | 103         | 120         | 120         | 120         | —           | DNF    |
| —     | Julija Kalina        | Ukraine           | A      | 57,60           | 101         | 104         | 106         | —           | 123         | 127         | 129         | —           | DSQ    |
| —     | Bojanka Kostowa      | Aserbaidschan     | A      | 56,93           | 100         | 103         | 105         | —           | 124         | 124         | 128         | —           | DSQ    |

Nach ihrer Enttarnung musste die Ukrainerin Julija Kalina im Juli 2016 ihre Bronzemedaille wegen Dopingbetrugs zurückgeben. Ebenfalls gedopt war die ursprünglich fünftplatzierte Aserbaidschanerin Boyanka Kostova.